# Гайденлох (Гайдельберг)

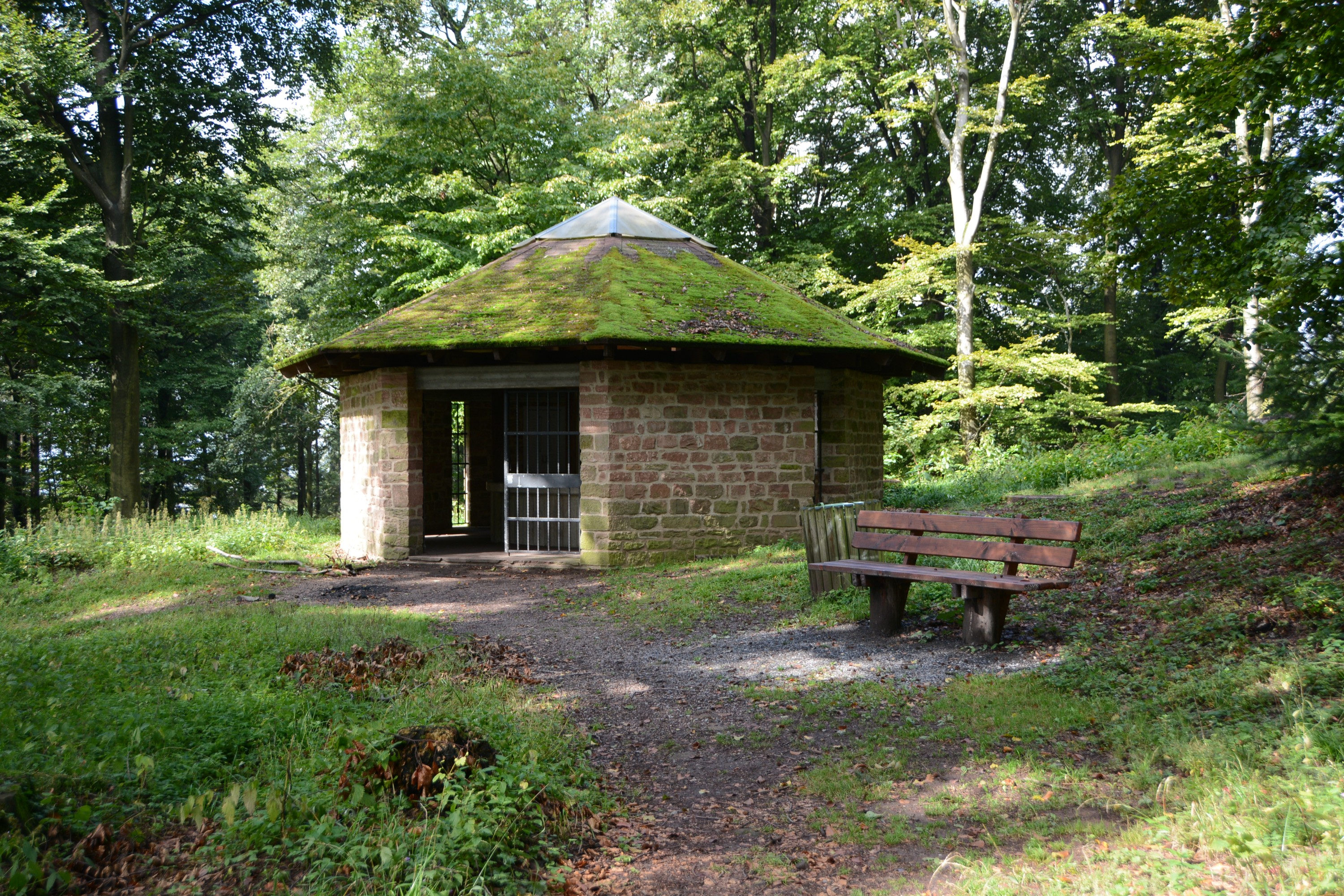
Притулок, побудований над Гайденлохом у 1987 році

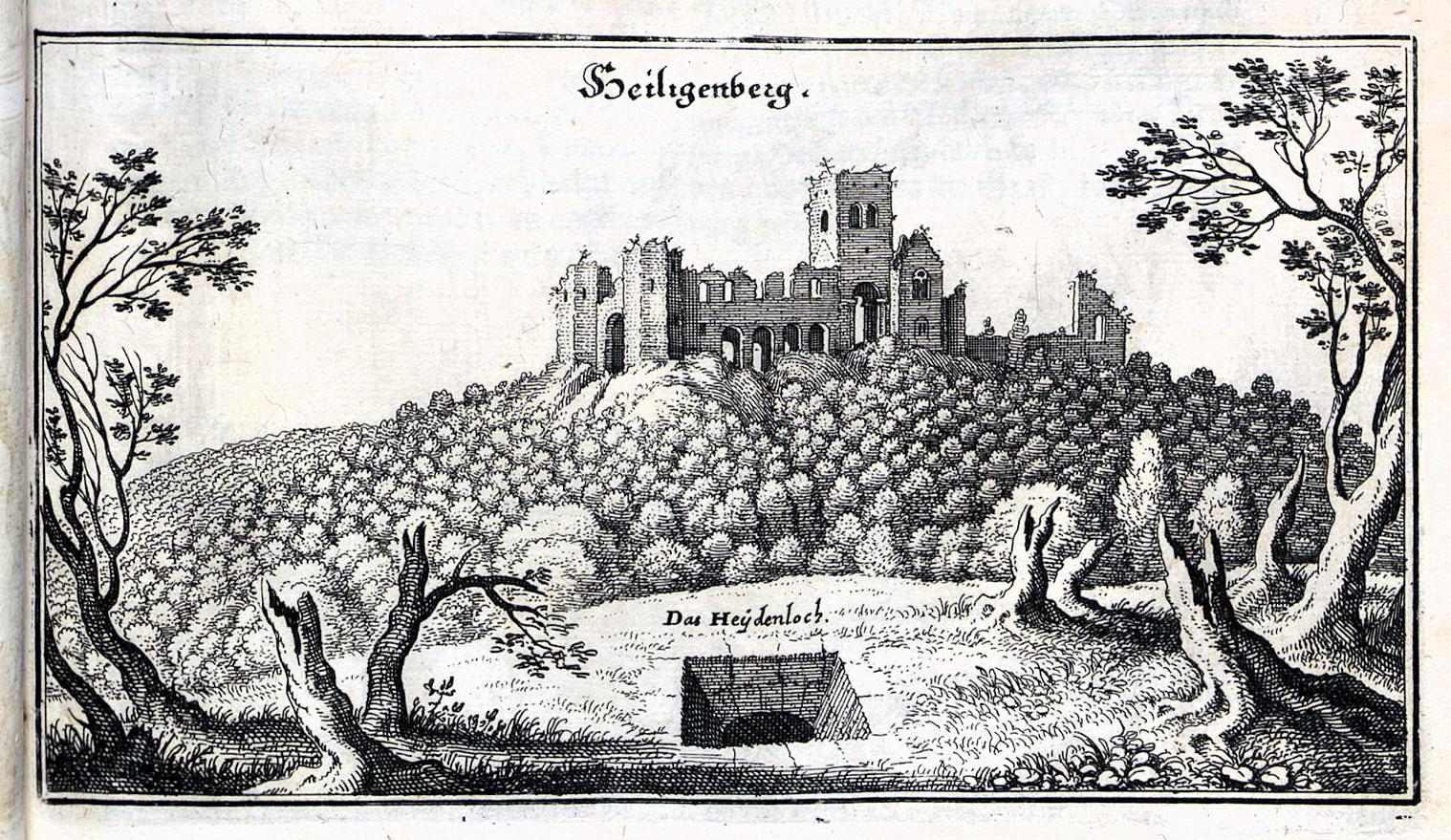
Гайденлох на фоні руїн монастиря Святого Михайла, художник Маттеус Меріан, 1645 р.

49°25′10″ пн. ш. 8°42′12″ сх. д. / 49.4195° пн. ш. 8.70339° сх. д.
Гайденлох (англ. Heidenloch) — 55-метрова історична шахта діаметром від трьох до чотирьох метрів на горі Гайлігенберг в Гайдельберзі. Розташований за кілька метрів на захід від оглядової вежі на дорозі на Гайлігенберг. Вал був відомою пам'яткою вже з раннього Нового часу. Довгий час шахта була перегороджена склепінням і заґратована. Вона була відкрита в 1936 році та вперше ретельно досліджена співробітниками Курпфальцького музею. У 1987 році над відкритим валом споруджено укриття.

## Поява

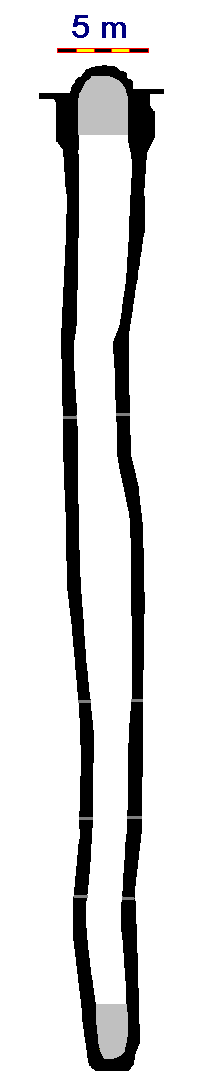
Поперечний переріз Гайденлоха. Знайдені стіни позначені сірим кольором. Вхід в шахту був закритий склепінням, знятим в 1936 році.

Хто створив Гайденлох і з якою метою, невідомо, і це неможливо однозначно визначити на основі наявних археологічних знахідок. Загальноприйнятим припущенням є те, що люди шукали тут воду в доісторичний або в римський період, води не знайшли, але з часом продовжували розкопки та розширення шахти. Також обговорювалась можливість того, що це була доісторична жертовна шахта. Однак у шахті виявлено лише середньовічні та сучасні знахідки, і жодних вказівок на античне чи раннє походження не знайдено. Тому, враховуючи сучасний стан досліджень, найбільш імовірним припущенням є те, що шахта будувалась для водопостачання сусіднього монастиря Святого Стефана.
Протягом своєї історії шахта кілька разів видозмінювалася. Дно шахти було викладено цеглою і частково засипане спочатку щебенем, а пізніше предметами з монастирів. Вхід в шахту був закріплений квадратною цегляною кладкою і перекритий склепінням, яке залишало відкритим лише невеликий отвір.

## Ранні описи та легенди
Гайдельберзький географ Себастьян Мюнстер згадав у 1548 році «чудові старі паганські замуровані отвори» на Гайлігенберзі. У той час на Гайлігенберзі можна було побачити різні давніші колодязі або цистерни. Три з них відомі й сьогодні, але лише одна набула великої популярності. На початку XVII століття гравер Маттеус Меріан створив перше точне зображення Гайденлоха.
Ранні сучасні автори переповідали багато легенд про шахту. Висувались припущення про таємний прохід, який веде з вершини гори вниз до Некару. Наприклад, у середині XVI століття Фробен Крістоф фон Цимер зазначав: «Кажуть, що в церкві на Аллергайлігенберзі є діра, що лежить у землі, кажуть, що туди спустили гусака, який, як кажуть, знову виліз у монастирі в Ньюбурзі». Цю історію підтвердив близько 1600 року географ Матіас Куад, який також стверджував, що він розмовляв із сучасником, який двічі був у Гайденлоху. Згідно з ним, там внизу є кімната з двома дверима, в якій стоїть скриня зі скарбами, захищена двома прикутими сторожовими собаками. Квад описує квадратний верхній вхід у Гайденлох і пояснює, що через те, що отвір був «насичений деревом і камінням з руїн церкви», вид відкривався лише приблизно на 100 футів вниз. У 1605 році бернський пастор Йоган Рудольф Ребман описав у своїй дидактичній поемі «Поетичний бенкет і розмова між двома горами, Нізеном і Штокгорном», що Сатана колись жив у Гайденлоху в Гайдельберзі та поширював свої фальшиві пророцтва. Однак, на додаток до цих фантастичних звітів, Куад і Ребманн також згадують функціональне призначення споруди: на їхню думку, гайденлох був викопаний, щоб доставляти воду з Некара на вершину гори.

## Літературна рецепція доби романтизму
Гайденлох залишався в пам'яті громадськості напівлегендарною спорудою. Французький поет Віктор Гюго описав свій візит до шахти 1840 року, коли нічна прогулянка через Гейлігенберг привела його до Гайденлоха: «Коли я йшов хребтом, я помітив, за кілька кроків від ледь впізнаваної стежки, під терновими кущами виднілась нора, до якої я пішов. Це була досить велика прямокутна яма, десять-дванадцять футів завглибшки та вісім-дев'ять футів завширшки, куди спускалися червонуваті ожини, крізь зарості яких пробивалися розсіяні місячні промені. Я міг нечітко розрізнити бруківку з широких плит, на яких були калюжі дощу, а на чотирьох стінах я побачив могутню кладку з величезних каменів, деформованих та потворних під травою та мохом. Мені здалося, що я бачу внизу серед уламків якісь грубі скульптури, а серед цих руїн — товсту круглу брилу, трохи випучену, з невеликим квадратним отвором посередині; це міг бути кельтський вівтар або капітель X століття. Проте сходів для спуску в яму не було. І в цю мить я чую, як глибокий, слабкий голос позаду мене вимовив слово „Гайденлох“. Хоча я погано розмовляю німецькою, я знаю це слово. Я обертаюся. Нікого на болоті; віє вітер і світить місяць. Більш нічого».
Легенди про Гайденлох з'являються в літературних творах дотепер. Так Мартін Шемм написав фантастичний міфологічний роман про Гайденлох, де він повторив старі легенди і вигадав нові. За книгою були створені радіоп'єса (2009) і комікс (2021).

## Сучасні дослідження

### Історія досліджень
Наукові дослідження Гайденлоха почалися в 1936 році, коли шахта була виявлена під керівництвом Пауля Герберта Штеммермана. Спочатку його команда витратила близько року, витягуючи матеріал з отвору за допомогою драбин, риштувань і лебідок. Потім для продовження роботи знадобилося більш важке обладнання, яке потребувало видалення історичного кам'яного склепіння над отвором. Команда Штеммермана розчистила всю шахту до самого дна. Навіть обсадну трубу колодязя з дна шахти на глибині 52 метри підняли, щоб сягнути на кілька метрів нижче плити перекриття. У 1938 році розкопки були припинені. Каміння з обсадки колодязя поклали назад на дно шахти та закрили шахту товстими дерев'яними балками.
У післявоєнний період археологічні дослідження Гайлігенберга спочатку були присвячені монастирю Святого Михайла. Археолог і керівник археологічного відділу Курпфальцького музею Берндмарк Гойкемес запропонував міській адміністрації продовжити також розкопки Гайденлоха, але спочатку на його пропозицію не звернули уваги.

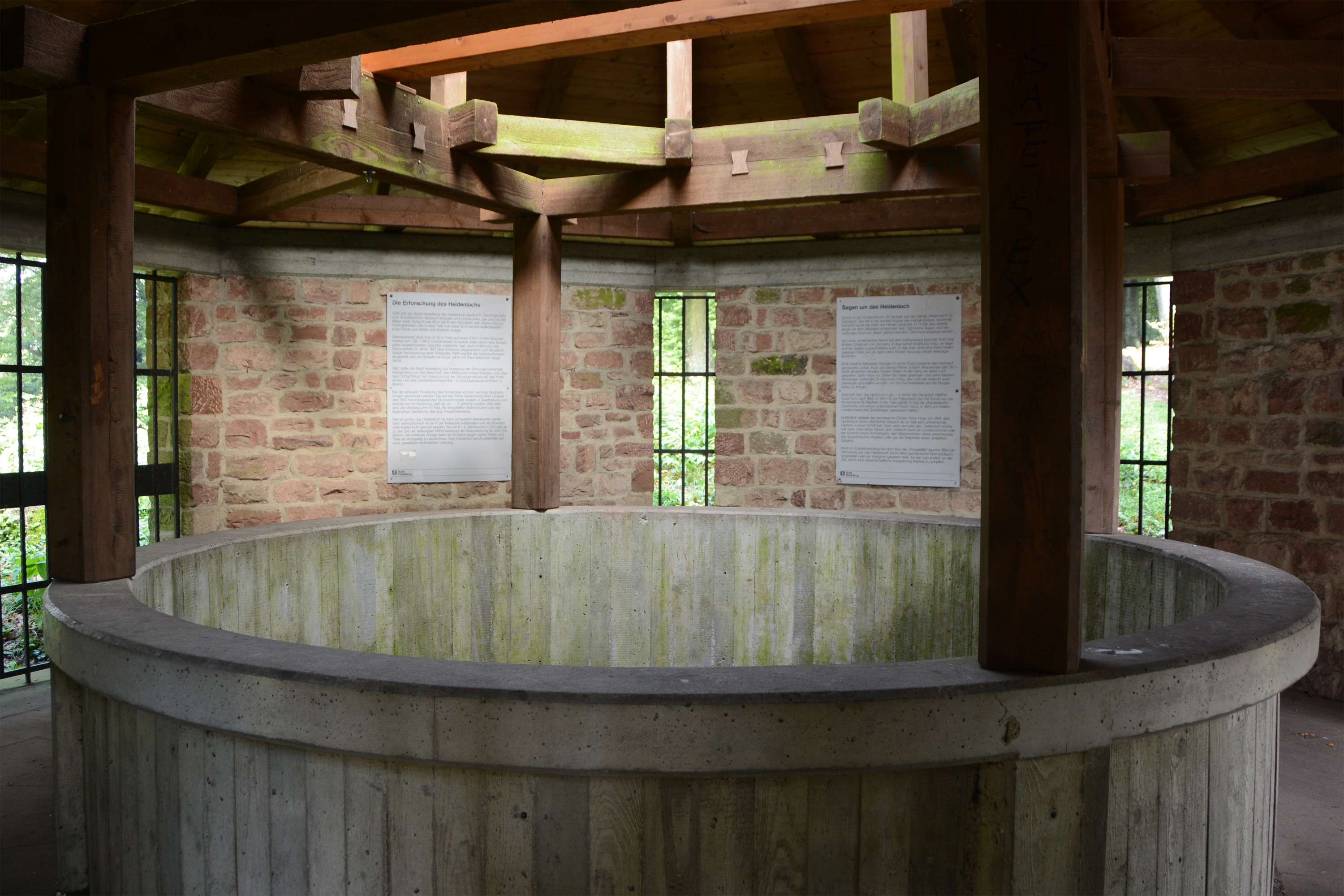
Вид на Гайденлох в 2013 році

Гайденлох продовжував приваблювати туристів. Дерев'яне покриття довелося кілька разів оновлювати, і в решті-решт, для захисту туристів була встановлена висока металева огорожа. Розкопки та консервацію руїн координувала заснована в 1973 році Асоціація захисту Гайлігенберга. Було виявлено, що в шахті утворилася штучна барикада через обвалені балки та величезну кількість сміття, яке кидали глядачі. У 1980-х роках Асоціація захисту Гайлігенберга знову представила старіші плани Гойкемеса з подальших розкопок Гайденлоха, і цього разу місто їх схвалило.
Під час робіт, розпочатих у травні 1987 року, шахту знову повністю розкрили. Саме тільки очищення зайняло близько двох місяців. Камені основи колодязя знову були підняті та потрапили до Курпфальцького Музею. З липня по серпень 1987 року над Гайденлохом був побудований притулок. Бетонний парапет захищає глядачів і вказує на те, що це не реконструкція можливого історичного парапету фонтану, а нова, функціональна парапетна конструкція. Підсвічування стовбура дозволяє краще оглядати глибину. Інформаційні щити розповідають про шахту та історію її дослідження.

### Знахідки з шахти

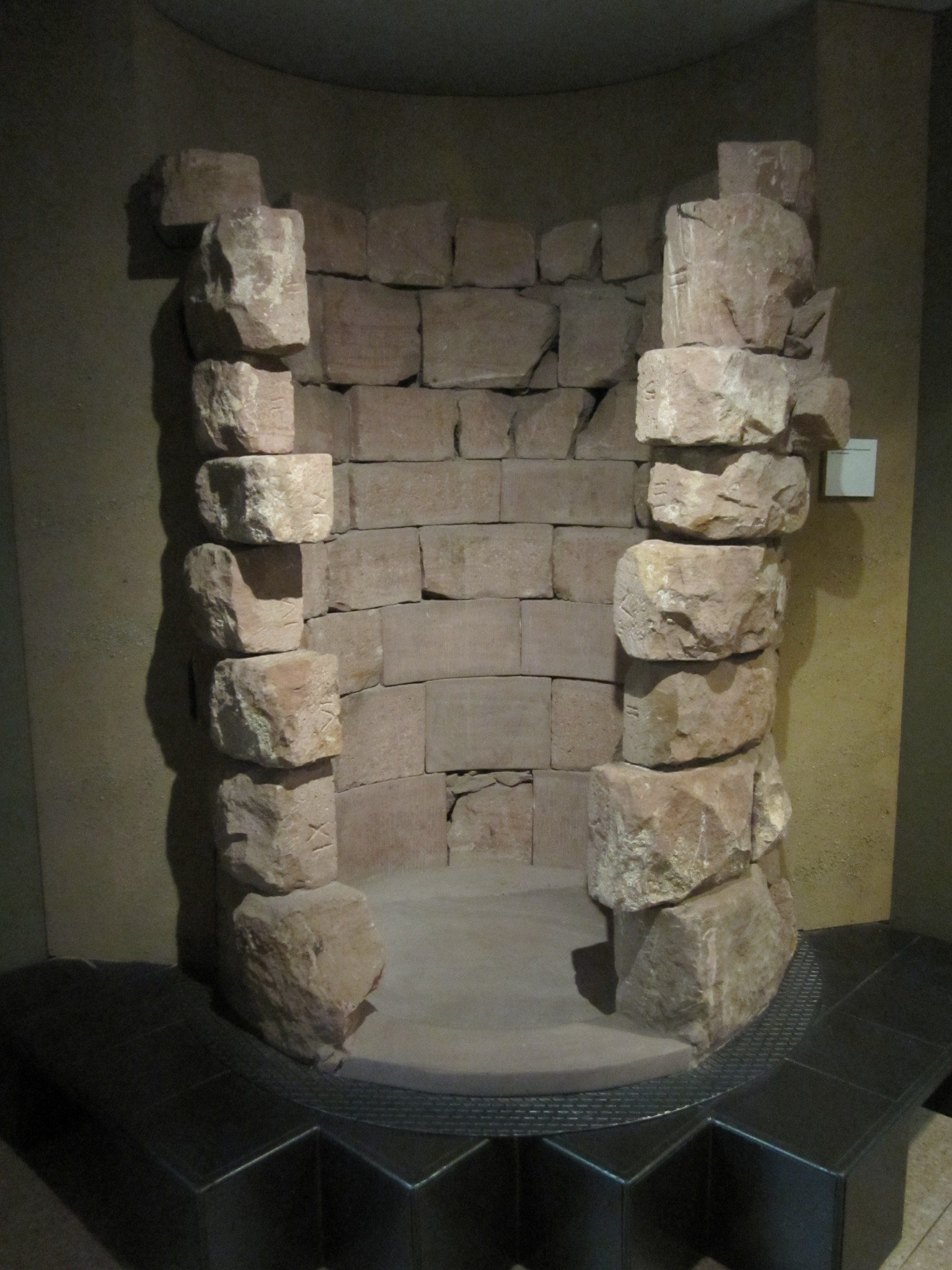
Кам'яний кожух з дна Гайденлоха, побудований близько 1100 року, зараз виставлений в Курпфальцькому музеї

При розкритті шахти в 1936 році було знайдено насамперед тесане каміння та частини колон, а також багато металевих речей, які походили з монастиря, як-от: ключі, підкови, стремена та ножі. Ці знахідки закінчуються на глибині 26 метрів. На глибині близько 22 метрів у стіні шахти у вигляді лінії висічено так званий «жіночий портрет».
Нижче 26 метрів було знайдено лише каміння та щебінь. На глибині 52 метри натрапили на останню плиту перекриття, а також круглий цегляний кожух. Техніка обробки каменя відповідала кам'яним роботам на східній стороні Шпаєрського собору. Ймовірно, для будівництва колодязя були найняті ломбардські каменярі зі Шпаєра. Це дозволило датувати основу шахти приблизно 1100 роком нашої ери. Кам'яна основа шахти була знята, і зараз вона знаходиться в Курпфальцькому музеї.
Коли верхню плиту підняли, під нею виявився другий шар, який складався з шарів цегли, можливо, римської. Через цей шар будівниками шахти вважали римлян.